# Anna Voroncovová
Anna Karlovna Voroncovová, rozená Skavronská (rusky Анна Карловна Воронцова; 18. prosince 1722 – 11. ledna 1776 Petrohrad) byla ruská dvorní dáma, salonistka a šlechtična. Byla sestřenicí carevny Alžběty Petrovny. Provdána byla za kancléře Michaila Ilarionoviče Voroncova.

## Život
Anna byla dcerou staršího bratra carevny Kateřiny I., Karla Samojloviče Skavronského a Marie Ivanovny. Díky tomu se automaticky stala dvorní dámou princezny Alžběty (pozdější carevny Alžběty Petrovny). Alžběta se o svou sestřenici pilně starala a 31. ledna 1742, rok po nástupu na ruský trůn, ji provdala za Michajla Ilarionoviče Voroncova. Dne 25. dubna téhož roku ji jmenovala vyšší dvorní dámou. Anna Karlovna milovala umění a její dům často navštěvovali umělci, spisovatelé, vědci a členové vlády. Byla popisována jako krásná, milá, temperamentní a okouzlující žena.
Anna Karlovna se často pohybovala v blízkosti carevny Alžběty, neoficiální cestou ji Alžběta navštěvovala v jejím domě, kde se setkala i s cizinci z ruského dvora. Díky jejímu manželovi měla Anna i vetší politický vliv.
Dne 9. února 1760 získala Anna Karlovna Řád sv. Kateřiny. Dne 29. června 1760 se stala hlavní dvorní dámou.
Během krátké vlády Petra III. se Voroncovové stali součástí doprovodu cara a doprovázeli jej 28. června 1762 do paláce Oranienbaum v Kronšadtu.
V roce 1767 Anna ovdověla a nadále neměla u dvora příliš silný vliv. Carevič Pavel (později Pavel I. Ruský) ji veřejně oslovoval jako tetu. 
Během života porodila čtyři děti, ale pouze nejstarší dcera Anna (1743–1769) se dožila dospělosti.
Zemřela 11. ledna 1776 ve věku třiapadesáti let. Je pohřbena v areálu Alexandro-Něvské lávry.